# Kitahiroshima, Hiroshima

Kitahiroshima (北広島町 Kitahiroshima-chō?) este un oraș în Japonia, în districtul Yamagata al prefecturii Hiroshima.
  Materiale media legate de orașul Kitahiroshima la Wikimedia Commons